# Álvaro Martínez Beltrán
Álvaro Martínez Beltrán (nascut el 30 de març de 1974), conegut simplement com a Álvaro, és un exfutbolista basc que jugava com a porter.

## Carrera de club
Nascut a Vitòria-Gasteiz, Àlaba, Álvaro va començar la seva carrera amb el CD Aurrerá de Vitoria local, ascendint a Tercera Divisió en la seva primera temporada com a sènior. L'estiu de 1993 va fitxar amb el gegant basc Athletic Club, jugant els seus únics dos anys a nivell professional amb el filial de Segona Divisió, sent segona opció.
Álvaro va tornar al seu primer club l'any 1995, i va passar a representar en els següents 14 anys Burgos CF, SD Lemona, UB Conquense, Benidorm CF, CD San Isidro, Cultural i Deportiva Leonesa i CP Villarrobledo, tant a Segona Divisió B com a quart nivell. Es va retirar al final de la campanya 2009-10, després d'un any amb els amateurs de l'AD San José Obrero (cinquena divisió).
Durant la seva carrera com a jugador, Álvaro també va exercir d'entrenador de porters juvenils als clubs en els quals va jugar. Després de la seva jubilació, va treballar com a entrenador en equips juvenils.